# Cohors II Gallorum (Moesia)
Die Cohors II Gallorum (deutsch 2. Kohorte der Gallier) war eine römische Auxiliareinheit. Sie ist durch Militärdiplome und eine Inschrift belegt.

## Namensbestandteile
- Gallorum: der Gallier. Die Soldaten der Kohorte wurden bei Aufstellung der Einheit aus den verschiedenen Stämmen der Gallier auf dem Gebiet der römischen Provinz Gallia Lugdunensis rekrutiert.

Da es keine Hinweise auf die Namenszusätze milliaria (1000 Mann) und equitata (teilberitten) gibt, ist davon auszugehen, dass es sich um eine reine Infanterie-Kohorte, eine Cohors (quingenaria) peditata, handelt. Die Sollstärke der Einheit lag bei 480 Mann, bestehend aus 6 Centurien mit jeweils 80 Mann.

## Geschichte
Die Kohorte war in den Provinzen Moesia Inferior und Dacia Inferior (in dieser Reihenfolge) stationiert. Sie ist auf Militärdiplomen für die Jahre 92 bis 167/168 n. Chr. aufgeführt.
Der erste Nachweis der Einheit in der Provinz Moesia Inferior beruht auf einem Diplom, das auf 92 datiert ist. In dem Diplom wird die Kohorte als Teil der Truppen aufgeführt (siehe Römische Streitkräfte in Moesia), die in der Provinz stationiert waren. Weitere Diplome, die auf 99 bis 114 datiert sind, belegen die Einheit in derselben Provinz.
Der erste Nachweis der Einheit in der Provinz Dacia Inferior beruht auf einem Diplom, das auf 123 datiert ist. In dem Diplom wird die Kohorte als Teil der Truppen aufgeführt (siehe Römische Streitkräfte in Dacia), die in der Provinz stationiert waren. Weitere Diplome, die auf 129/130 bis 167/168 datiert sind, belegen die Einheit in derselben Provinz.

## Standorte
Standorte der Kohorte sind nicht bekannt.

## Angehörige der Kohorte
Folgende Angehörige der Kohorte sind bekannt:

### Kommandeure
- T(itus) Visulanius Crescens, ein Präfekt (CIL 11, 709). Er wird auf dem Diplom von 99 als Kommandeur der Kohorte genannt und war auch Tribun der Cohors I Civium Romanorum.

### Sonstige
- M(arcus) Antonius Rufus, ein Fußsoldat: das Diplom von 99 wurde für ihn ausgestellt.

## Weitere Kohorten mit der BezeichnungCohors II Gallorum
Es gab noch mindestens drei weitere Kohorten mit dieser Bezeichnung:
- die Cohors II Gallorum (Britannia). Sie ist durch Militärdiplome von 98 bis 178 belegt und war in der Provinz Britannia stationiert.
- die Cohors II Gallorum Macedonica. Sie ist durch Diplome von 93 bis 161 belegt und war in den Provinzen Macedonia, Moesia Superior und Dacia stationiert.
- die Cohors II Gallorum Pannonica. Sie ist durch Diplome von 109 bis 179 belegt und war in den Provinzen Pannonia, Dacia und Moesia Superior stationiert.

Durch Militärdiplome ist auch belegt, dass eine Cohors II Gallorum in den Provinzen Mauretania Caesariensis und Raetia stationiert war. Die Kohorte in Raetien war zwischen 75/85 und 90 n. Chr. in Sorviodurum stationiert. Möglicherweise handelt es sich bei dieser Einheit um die Cohors II Gallorum (Moesia) oder die Cohors II Gallorum (Britannia).